# Nagy elénia
A nagy elénia (Elaenia spectabilis) madarak osztályának a verébalakúak (Passeriformes) rendjébe a királygébicsfélék (Tyrannidae) családjába tartozó faj.

## Rendszerezése
A fajt August von Pelzeln osztrák ornitológus írta le 1868-ban.

## Előfordulása
Argentína, Bolívia, Brazília, Kolumbia, Ecuador, Paraguay, Peru és Uruguay területén honos. 
Természetes élőhelyei a szubtrópusi és trópusi síkvidéki esőerdők és cserjések, folyók és patakok környékén, valamint másodlagos erdők. Vonuló faj.

## Megjelenése
Testhossza 18 centiméter, testtömege 28-30 gramm.

## Életmódja
Rovarokkal és gyümölcsökkel táplálkozik.

## Természetvédelmi helyzete
Az elterjedési területe rendkívül nagy, egyedszáma viszont csökken, de még nem éri el a kritikus szintet. A Természetvédelmi Világszövetség Vörös listáján nem fenyegetett fajként szerepel.